# Long Cay (ö i Belize, Belize, lat 16,73, long -87,77)
Long Cay är en ö i Belize. Den ligger i distriktet Belize, i den sydöstra delen av landet, 120 km sydost om huvudstaden Belmopan.